# Altruism

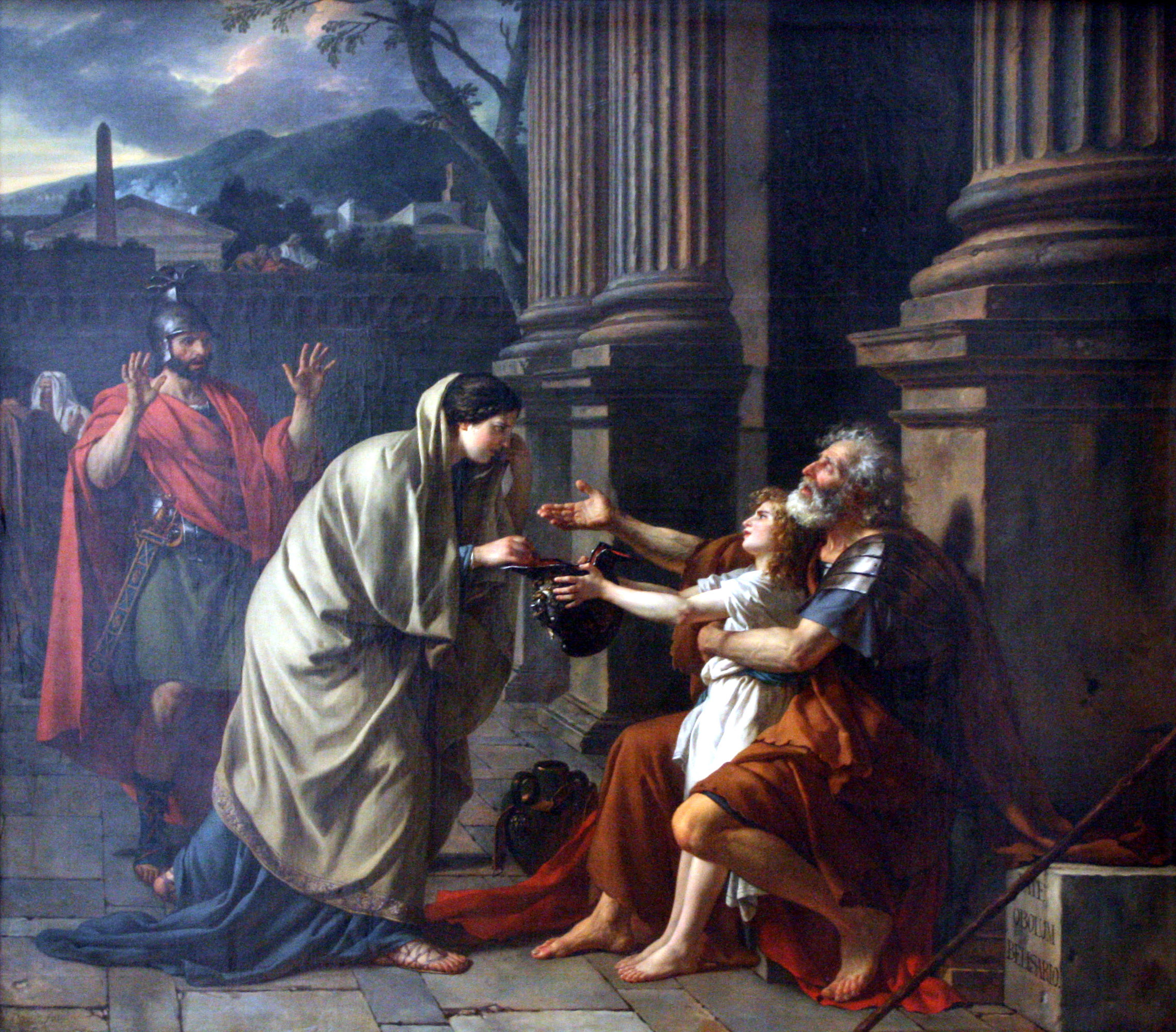
Acordarea de pomană săracilor este adesea considerată o acțiune altruistă în multe culturi și religii.

Altruismul este principiul sau practica de preocupare pentru bunăstarea altora. Este o virtute tradițională în multe culturi și un aspect de bază al diverselor tradiții religioase, deși conceptul de "ceilalți", față de care îngrijorarea ar trebui să fie îndreptată, poate varia printre culturi și religii. Altruismul sau abnegația este opusul egoismului.
Altruismul poate fi deosebit de sentimente de datorie și loialitate. Altruismul este o motivație de a oferi ceva de valoare unei părți care trebuie să fie oricine, dar nu sinele, în timp ce datoria se concentrează pe o obligație morală față de o anumită persoană (de exemplu, un zeu, un rege), sau colectiv (de exemplu, un guvern). Altruismul pur constă în a sacrifica ceva pentru altcineva în afară de sine (de exemplu, sacrificând timp, energie sau bunuri), cu nici o așteptare de vreo compensație sau beneficiu, fie direct, sau indirect (de exemplu, primirea de recunoaștere pentru actul de a da).
Există multe dezbateri dacă altruism "adevărat" este posibil. Teoria egoismului psihologic sugerează că nici un act de partajare, ajutorare sau sacrificare nu poate fi descris ca adevărat altruist, din moment ce autorul poate primi o recompensa intrinsecă sub formă de satisfacție personală. Valabilitatea acestui argument depinde dacă recompensele intrinseci se califică ca "beneficii".
Termenul 'altruism' se mai poate referi, de asemenea, la o doctrină etică care pretinde că indivizii sunt obligați moral să ajute pe alții. Folosit în acest sens, de obicei, contrastează cu egoismul, care este definit ca acționând pentru avantajul sinelui.

## Noțiunea de altruism
Conceptul are o lungă istorie în gândirea filosofică și etică. Termenul a fost inițial inventat în secolul XIX de către sociologul fondator și filozof al științei, Auguste Comte, devenind un subiect important pentru psihologi (în special cercetătorilor din evoluția psihologiei), biologia evoluționistă, și etologi. În timp ce idei despre altruism dintr-un domeniu pot avea un impact asupra altor domenii, metodele diferite și concentrările acestor domenii, conduce întotdeauna la perspective diferite asupra altruismului. În termeni simpli, altruismul este grija pentru bunăstarea altor persoane și acționarea pentru a-i ajuta.

## Puncte de vedere științifice

### Antropologie
Cartea lui Marcel Mauss "The Gift"  conține un pasaj: "Notă cu privire la milostenie". Nota descrie evoluția noțiunii de milostenie (și, prin extensie de altruism) de la noțiunea de sacrificiu. În ea, el scrie:
Milosteniile sunt fructele unei noțiuni de morală a darului și a norocului pe de o parte,
și unei noțiuni de sacrificiu, pe de altă parte. Generozitatea este o obligație, pentru că Nemesis răzbună săraci și zeii pentru preaplinul de fericire și bogăție al anumitor persoane, care ar trebui să scape de ele. Aceasta este antica moralitate a darului, care a devenit un principiu de justiție. Zeii și spiritele acceptă ca parte din bogăția și fericirea care a fost oferită lor și a fost
până acum distrusă în sacrificii inutile, ar trebui să servească săracilor și copiilor.
- Compară Altruismul (etică) - percepția de altruism ca sacrificiu de sine.
- Compară explicația milosteniei în scripturi diferite.

### Explicații evoluționiste

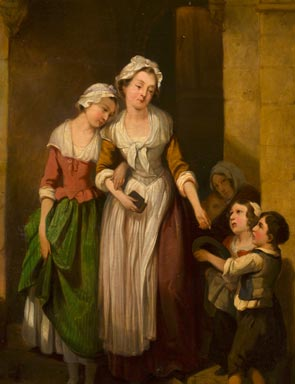
Acordarea de pomană copiilor cerșetori

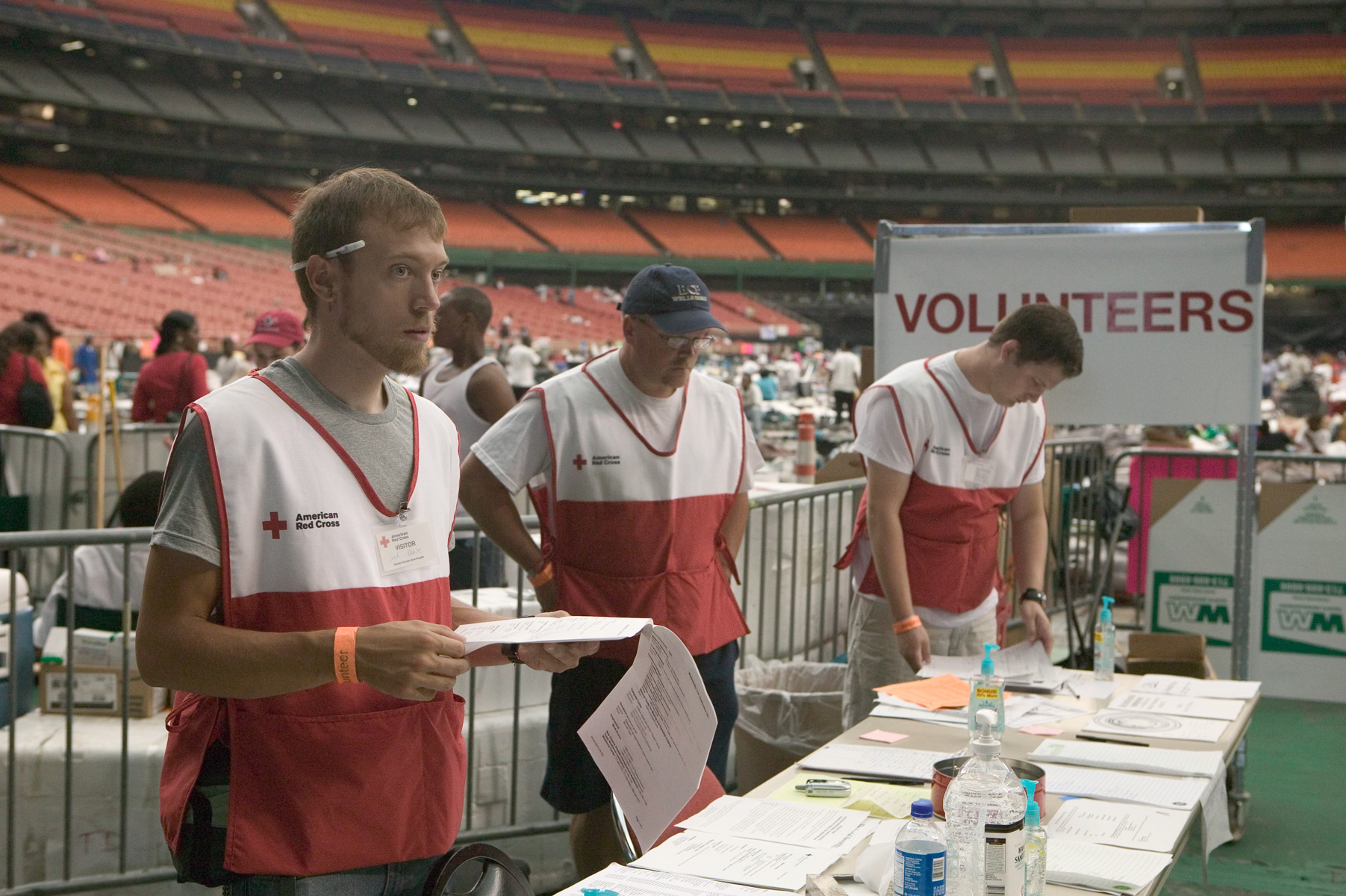
Voluntarii ajuta victimele uraganului la Astrodome Houston, în urma uraganului Katrina

În știința etologiei (studiul comportamentului animal), și, mai general, în studiul evoluției sociale, altruismul se referă la comportamentul unei persoane care crește fitnessul unei altei persoane în timp ce scade fitnessul actorului. În psihologia evoluționistă acest lucru poate fi aplicat unei game largi de comportamente umane, cum ar fi caritatea, ajutorul de urgență, ajutor pentru partenerii de coaliție, bacșiș, cadouri de curtare, producția de bunuri publice, și ecologismul.
Teorii ale comportamentului aparent altruist au fost formulate din necesitatea creării teoriilor compatibile cu originile evoluționiste. Două axe relaționate de cercetare pe altruism au apărut din analiza evoluționistă tradițională și din teoria jocului.
Unele din mecanismele propuse sunt:
- Selecția rudeniei.[3] Faptul că animalele și oamenii sunt mai altruiști cu rudele apropiate decât cu rude îndepărtate și non-rude, a fost confirmat în numeroase studii și în multe culturi diferite. Chiar și indicii subtile arătând rudenie, pot crește inconștient comportamentul altruist. Un indiciu de rudenie este asemănarea facială. Un studiu a constatat că modificarea ușoară a fotografiilor astfel încât acestea să semene mai mult cu chipurile participanților la studiu, a crescut încrederea acestora exprimată cu privire la persoanele descrise. Un alt indiciu este tizul numelui de familie, mai ales dacă este rar, s-a constatat a crește comportamentul de ajutorare. Un alt studiu a constatat un comportament mai cooperant cu cât numărul de rude percepute într-un grup în studiu este mai mare. Într-un studiu s-a constata că folosirea termenilor de rudenie în discursurile politice, crește acordul publicului cu vorbitorul. Acest efect a fost deosebit de puternic pentru prim născuți, care sunt de obicei mai apropriați familiilor lor.[2]
- Grupuri de interese. Oamenii sunt susceptibili a suferi dacă prietenii lor, aliații și grupurile interne sociale similare suferă sau chiar dispar. Ajutând astfel de membrii ai grupului, poate prin urmare să aducă beneficii altruistului. Făcând apartenența la grupul intern mai vizibilă, duce la o crește a cooperării. Extremul sacrificiul de sine față de grupul intern poate fi adaptativ în cazul în care un grup extern ostil amenință să omoare întregul grup intern.[2]
- Altruismul reciproc[4] Vezi și reciprocitate (evoluție).

- Reciprocitate directă. Cercetările arată că poate fi benefic a-i ajuta pe alții dacă există o șansă ca ei sa poată întoarce ajutorul. Strategia tit-for-tat este un bun exemplu din Teoria jocului. Mulți oameni par a urma o strategie similară în a coopera, dacă și numai dacă alții cooperează în schimb.

O consecință ar fi că oamenii sunt mai cooperanți dacă este probabil ca indivizii să interacționeze din nou în viitor. Oamenii tind să fie mai puțin cooperanți dacă percep că frecvența de ajutoare în populație este mai mică. Ei au tendința de a ajuta mai puțin dacă observă non-cooperare de la alții și acest efect tinde să fie mai puternic decât efectul opus de a vedea comportamente cooperante. Simpla schimbare a domeniului de cooperare a unei propuneri poate crește cooperarea, cum ar fi numind-o "joc comunitar" în loc de "Joc Wall Street".

O tendință spre reciprocitate presupune că oamenii se vor simți obligați să răspundă dacă cineva îi ajută. Acest lucru a fost folosit de către organizații de caritate care oferă mici cadouri pentru potențialii donatori, sperând astfel a induce o reciprocitate. O altă metodă este de a anunța public că cineva a oferit o donație mare. Tendința de reciprocitate se poate chiar generaliza, astfel ca oamenii să devină în general mai utili față de alții, după ce au fost ajutați. Pe de altă parte, oamenii vor evita sau chiar recurge la represalii împotriva celor percepuți non-cooperanți. Oamenii, uneori, nu reușesc a ajuta atunci când intenționează, sau ajutorul acestora poate să nu fie observat, ceea ce poate duce la conflicte nedorite. Ca atare, poate fi o strategie eficientă a fi ușor iertător și a avea o interpretare ușor generoasă față de non-cooperare.

Este mult mai probabil ca oamenii să coopereze pe o sarcină în cazul în care pot în primul rând comunica unul cu altul. Acest lucru se poate datora unor evaluări mai bune a cooperării sau ca urmare a schimburilor de promisiuni. Ei sunt mult mai cooperanti daca se poate construi treptat încrederea, în loc să se ceară ajutor vast imediat. Reciprocitatea și cooperarea directă într-un grup poate fi crescută prin schimbarea focalizării și stimulentelor din competiția intra-grup la concurenta mai mare, cum ar fi între grupuri sau contra populației generale. Astfel, oferind note și promoții bazate numai pe realizările unui individ raportate la un mic grup local, așa cum se face în mod obișnuit, poate reduce comportamentele de cooperare în grup.
- Reciprocitate indirectă. Evitarea reciprocităților sărace și a trișorilor determină reputația unei persoane să devină foarte importantă. O persoană cu o bună reputație pentru reciprocitate are o șansă mai mare de a primi ajutor chiar și de la persoane cu care nu au avut niciun fel de interacțiuni anteriore directe.
- Reciprocitate puternică . O formă de reciprocitate în care unii indivizi par să-și cheltuiască mai multe resurse pe cooperare și sancționare decat optimul recomandat prezis de mai multe teorii în altruism. O serie de teorii au fost propuse ca explicații, precum și critici referitoare la existența sa.
- Pseudo-reciprocitate. Un organism se comportă altruist iar destinatarul nu are reciprocitate ci o probabilitate crescută de a acționa într-un mod egoist, dar care, ca un produs secundar aduce beneficii altruistului.

- Semnalizarea costisitoare și principiul handicapului[9]. Din moment ce altruismul ia din resursele altruistului, aceasta poate fi un "semnal sincer" al disponibilității resurselor și abilităților necesare pentru a le aduna. Acest lucru poate semnala altora că altruistul este un partener potențial valoros. Poate fi de asemenea un semnal de intenții interactive și cooperante deoarece cei care nu interacționează în continuare în viitor, nu câștigă nimic din semnalizarea costisitoare. Este incert dacă semnalizarea costisitoare poate indica o personalitate cooperanta pe termen lung, dar oamenii au în general o încredere mărită în cei care ajută. Semnalizarea costisitoare este inutilă dacă toată lumea are aceleași trăsături ale resurselor și intenții cooperante, dar devine un semnal potențial mai important dacă populația variază crescător pe aceste caracteristici[2].

Schimbul de carne între vânători, a fost văzută ca un semnal costisitor al competenței, iar cercetarea a constatat că vânătorii buni au un succes de reproducere mai mare și relații adultere sporite chiar dacă ei înșiși nu primesc mai mult ca alții din carnea vânată. În mod similar organizând sărbători și oferind donații mari, este văzută ca modalitate de a demonstra resursele cuiva. De asemeni, asumarea eroică de riscuri este interpretată ca un semnal de competență costisitoare.
Atât reciprocitatea indirectă cât si semnalizarea costisitoare depind de valoarea reputației și au tendința de a face predicții similare. Una dintre ele este că oamenii vor ajuta mai mult atunci când știu că comportamentul lor de ajutorare va fi comunicat persoanelor cu care vor interacționa mai târziu, este anunțat public, este discutat sau este pur și simplu observat de altcineva. Aceasta a fost documentată în mai multe studii. Efectul este sensibil la indicii subtile, cum ar fi, persoanele fiind mult mai utile când au avut pupile de ochiuri stilizate ca logo pe ecranul calculatorului. Aceste indicii slabe de reputație pot deveni lipsite de importanță dacă sunt prezente indicii mai puternice și își pot pierde din efect cu expunere continuă, exceptând atunci când sunt întărite de efecte reputaționale reale. Reprezentații publice cum ar fi plânsul în public pentru celebrități decedate și participarea la demonstrații poate fi influențată de o dorință de a părea altruist. Oamenii care știu că sunt monitorizați de public, uneori, chiar inutil donează bani care știu că nu sunt necesari destinatarului, pot fi văzuți ca fiind îngrijorați de reputație.
S-a descoperit ca femeile găsesc bărbații altruiști mai atrăgători. În căutarea unei partener pe termen lung, un altruism mai convențional este preferabil, ceea ce poate indica că el este de asemenea dispus să împartă resursele cu ea și copii ei, în timp ce căutarea unui partener pe termen scurt, eroic care își asumă riscuri, poate fi costisitoare (semnal arătând gene bune) dar este preferabilă. Bărbații, de asemenea prezintă fapte altruiste în primele etape ale unei relații romantice sau pur și simplu în prezenta unei femei atractive. În timp ce ambele sexe afirmă că bunătatea este trăsătura preferată într-un partener, exista unele dovezi ca bărbații pun mai puțină valoare pe asta decât femeile și ca femeile nu sunt mai altruiste în prezenta unui bărbat atractiv. Bărbații pot chiar evita femeile altruiste în relațiile pe termen scurt, care poate fi datorită faptului că se așteaptă la mai puțin succes.
Oamenii pot concura pentru obținerea beneficiilor unei înalte reputații, lucru care poate cauza altruismul competitiv. Pe de alta parte, în unele experimente, un procent de oameni nu par să le pese de reputație, și nu ajută mai mult, chiar dacă acest lucru este evident. Acest lucru poate fi din motive cum ar fi psihopatie sau că sunt atât de atractivi încât nu au nevoie să fie văzuți ca altruiști. Beneficiile altruismului asupra reputației apar în viitor, în comparație cu costurile altruismului care sunt în prezent. În timp ce oamenii și alte organisme în general pun o valoare mai mică pe beneficiile/costurile viitoare comparativ cu cele din prezent, unii au orizonturi mai apropriate în timp decât alții, iar acești oameni tind să fie mai puțin cooperanți.
Recompense și pedepse explicit extrinseci, au fost găsite ca având efecte chiar opuse asupra comportamentelor. Acest lucru poate fi din cauză că astfel de stimulente varf-jos pot submina stimulentele intrinseci și reputaționale, care în ansamblu fac comportamentele mai puțin dorite de îndeplinit. Un alt efect este că oamenii doresc ca altruismul să fie datorită unei trăsături de personalitate decât datorită preocupărilor reputaționale și subliniind pur și simplu că existența beneficiilor reputaționale ale unei acțiuni poate  chiar de fapt să le reducă. Acest lucru poate fi folosit ca tactică derogatorie împotriva altruiștilor în special de către cei care sunt non-cooperanți. Un contraargument este că a face bine, datorită îngrijorărilor reputaționale, este mai bine decât a nu face bine deloc.
- Selecția grupului. A fost susținut controversat de unii oameni de știință evoluționiști cum ar fi E. O. Wilson, că selecția naturală poate acționa la nivelul grupurilor de non-rudenie pentru a produce adaptări care aduc beneficii grupului non-rudenie, chiar dacă aceste adaptări sunt dăunătoare la nivelul individual. Astfel, în timp ce persoanele altruiste pot în anumite cazuri să fie depășite în abilități de persoane mai puțin altruiste, la nivel individual conform teoriei selecției grupului, opusul poate să apară la nivelul grupului unde grupurile constau în persoanele mai altruiste, pot depăși în competiție grupurile constând în persoane mai puțin altruiste. Astfel de altruism ar putea să se extindă doar membrilor grupurilor interioare, în timp ce pot prejudicia și antagonia grupurile externe (Vezi și favoritismul în grupurile interne). Teoria selecției grupurilor a fost criticată de mulți cercetători evoluționiști.[11][12]

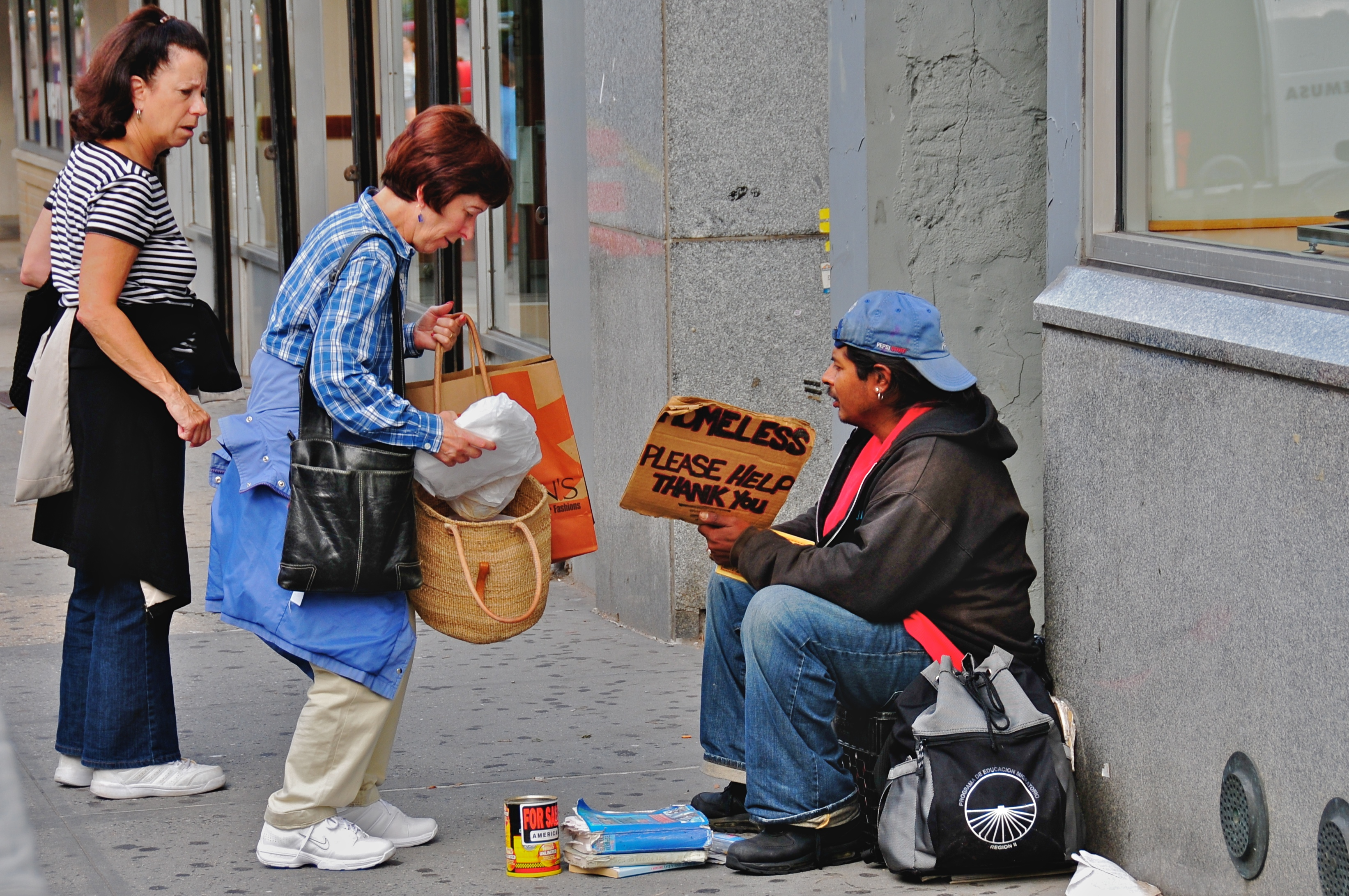
Ajutarea persoanelor fără adăpost din New York

Astfel de explicații nu implică faptul că oamenii întotdeauna calculează conștient cum să își crească fitnessul inclusiv atunci când fac acte altruiste. În schimb evoluția a modelat mecanismele psihologice cum ar fi emoțiile provocatoare de comportamente altruiste.
Fiecare exemplu în parte de comportament altruist nu are nevoie întotdeauna să mărească fitnessul inclusiv; comportamentele altruiste ar fi fost selectate pentru cazul în care acestea, în medie, ar fi crescut fitnessul inclusiv în mediul ancestral. Acest lucru nu implică ca în medie, 50% sau mai multe fapte altruiste sunt benefice altruistului în mediul ancestral; Dacă beneficiile ajutorării persoanei potrivite ar fi fost foarte mari, ar fi benefic să fie precaut, și să fie de obicei altruist, chiar dacă în cele mai multe cazuri nu au fost beneficii.
Beneficiile pentru altruist pot fi crescute și costurile reduse prin a manifesta altruism față de anumite grupuri. Din cercetări s-a constatat că oamenii sunt mai altruiști cu rudele decât cu non-rudele, cu prietenii decât cu străinii, cu cei atractivi decât cu cei non-atractivi, cu cei non-competitori decât cu cei competitori și cu membrii grupurilor interne decât cu membrii grupurilor externe.
Studiul altruismului a fost impulsul inițial din spatele dezvoltării ecuației lui George R. Price, fiind ecuația matematică folosită pentru a studia evoluția genetică. Un exemplu interesant de altruism se găsește în formele de celule Dictyostelium mucoroides. Aceste protiste trăiesc ca sarcodine individuale până la înfometare, moment în care agreghează formând un corp fructuos multicelular, în care unele celule se sacrifică pentru a promova supraviețuirea celorlalte celule din organism.
Teoria investiției selectivă propune ca legăturile sociale strânse și mecanismele asociate emoțional cognitiv și neurohormonal, au evoluat în scopul de a facilita altruism scump si de lungă durată între cei strâns dependenți unul de celălalt pentru supraviețuire și succes.
Astfel de comportamente cooperante au fost uneori folosite ca argumente în politica de stânga, de zoologul și anarhistul rus Kropotkin Petru în cartea sa din 1902 "Mutual Aid: A Factor of Evolution" și Peter Singer, în cartea sa Un darwinian rămas.
Cel mai recent Jeremy Griffith a propus o teorie biologică pentru dezvoltarea instinctelor altruiste care adăpostesc imperativul biologic de a se reproduce așa cum este evidențiat astăzi printr-o conștiință morală vizibilă la om.

### Neurobiologie
Jorge Moll și Jordan Grafman, neurologi la National Institute of Health și LABS-D'Or Hospital Network J.M au furnizat prima dovadă pentru bazele neuronale ale comportamentului altruist în voluntari normali și sănătoși folosind imagistică prin rezonanță magnetică funcțională (IRMf). În cercetarea lor publicată în Proceedings of the National Academy of Sciences USA în Octombrie 2006, au arătat ca atât recompensele pur monetare cât și donațiile caritabile au activat calea mezolimbică a recompenselor, o parte primitivă a creierului ce se aprinde de obicei ca răspuns la mâncare și sex. Totuși, când voluntarii au plasat generos interesele altora înaintea celor proprii făcând donații caritabile, un alt circuit al creierului s-a activat selectiv, regiunea subgenual cortex/septal. Aceste structuri sunt intim legate de atașamente sociale și relaționările în alte specii. Altruismul, a sugerat experimentul, nu este o facultate morală superioară care suprimă pornirile egoiste de bază, ci mai degrabă elementar creierului, bine stabilit și chiar plăcut.
Un alt experiment finanțat de National Institutes of Health și efectuat în anul 2007 la Duke University în Durham, Carolina de Nord sugerează un punct de vedere diferit, "în care comportamentul altruist originează din cum văd oamenii lumea și nu din cum acționează ei în ea". În studiul publicat în numarul din Februarie 2007 al revistei 'Nature Neuroscience', cercetătorii au găsit o parte a creierului care se comportă diferit pentru oamenii altruiști și egoiști.
Cercetătorii au invitat 45 de voluntari pentru a juca un joc pe calculator, și de asemenea a viziona calculatorul jucând jocul. În unele runde jocul rezulta în voluntarii câștigând bani pentru ei înșiși și în altele, banii erau donați cuiva la alegerea voluntarului. În timpul acestor activității, cercetătorii au făcut scanări IRMf-uri ale creierelor participanților și au fost "surprinși de rezultate". Deși s-au așteptat "să vadă activitatea în centrele de recompensă ale creierului", bazându-se pe ideea ca "oamenii fac acte altruiste pentru că se simt bine", ei au găsit că "o altă parte a creierului a fost de asemeni implicată și era chiar sensibilă la diferența între a face ceva pentru câștigul personal și a o face pentru câștigul altcuiva". Acea parte a creierului este numită cortexul temporal superior posterior (CTSp)
În etapa următoare, oamenii de știință au adresat participanților câteva întrebări despre tipul și frecvența comportamentelor lor de altruism și ajutorare. Apoi ei au analizat răspunsurile pentru a genera o estimare a tendinței unei persoane de a acționa altruist și au comparat nivelul fiecărei persoane de altruism față de scanarea creierului lor prin IRMf. Rezultatele au arătat că activitatea pSTC a crescut în proporție cu nivelul auto-raportat de altruism al persoanei respective. Potrivit cercetătorilor, rezultatele sugerează ca comportamentul altruist provine mai de graba din cum văd oamenii lumea, decât din cum acționează ei în ea. "Credem ca abilitatea de a percepe acțiunile altor oameni într-un mod semnificativ este critică pentru altruism", spune investigatorul conducător al studiului, Dharol Tankersley.

### Psihologie
Enciclopedia internațională de științe sociale, definește altruismul psihologic ca "o stare motivațională cu scopul de a crește bunăstarea altora". Altruismul psihologic este în contrast cu egoismul psihologic ce se referă la motivația de a crește bunăstarea personală.
Au existat unele dezbateri cu privire la posibilitatea oamenilor de a fi cu adevărat capabili de altruism psihologic. Unele definiții specifică o natură de 'sacrificiu de sine' a altruismului și o lipsă a recompenselor exterioare pentru comportamentul altruist. Totusi, deoarece altruismul în cele din urmă aduce beneficii sinelui, în multe cazuri lipsa completă a egoismului actelor altruiste a fost pusă în balanță. Teoria schimbului social postulează că altruismul există doar atunci când beneficiile depășesc costurile. Daniel Batson este un psiholog care a examinat această întrebare și argumentează împotriva teoriei schimbului social. El a identificat patru motive principale pentru altruism:
1. Altruismul în care beneficiază în cele din urma sinele (egoism);
2. Altruismul în care beneficiază în cele din urma alte persoane (altruism);
3. Altruismul în care beneficiază grupul (colectivism);
4. Altruismul care susține un principiu moral (principlism);

Altruismul care în cele din urmă servește câștigurilor egoiste este astfel diferențiat de altruismul 'altruist' dar concluzia generală a fost că altruismul indus prin empatie poate fi cu adevărat lipsit de egoism.. Practic ipoteza altruismului empatic, afirmă că altruismul psihologic chiar există și este evocat de dorința empatică de a ajuta pe cineva care suferă. Sentimente de îngrijorare empatică contrastează cu sentimentele de neliniște personală care împinge omul să-și reducă propriile emoții neplăcute. Oamenii cu îngrijorare empatică ajută pe alții în necazuri chiar și atunci când expunerea la situația respectivă ar fi putut fi ușor evitată, în timp ce aceia cărora le lipsește îngrijorarea empatică evită oferirea ajutorului decât dacă este dificil sau imposibil a evita expunerea la suferința celuilalt. Comportamentul întrajutorant este observat la oameni începând de la vârsta de doi ani, când un copil este capabil să înțeleagă indiciile emoționale subtile.

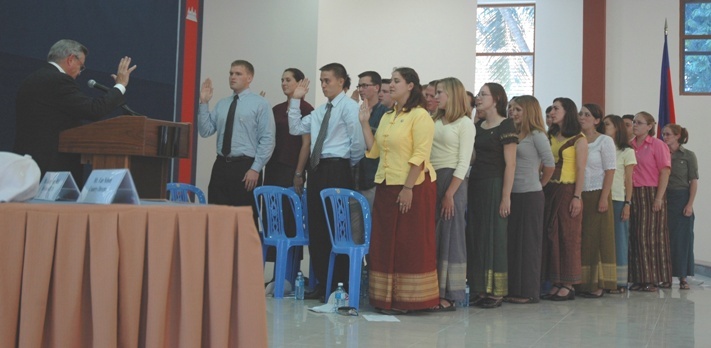
Stagiarii corpului de pace depunând jurãmântul ca voluntari în Cambodia 4 aprilie 2007

În cercetarea psihologică privind altruism, studiile adesea observă altruismul așa cum este demonstrat prin comportamentele prosociale cum ar fi ajutorarea, încurajarea, împărtășirea, cooperarea, filantropia și serviciul comunitar. Cercetarea a descoperit că este mai probabil ca oamenii să ajute, dacă recunosc că o persoană este în nevoie și se simt personal responsabili pentru reducerea suferinței acelei persoanei. Cercetarea de asemeni sugerează că numărul de martori la chin sau la suferință, afectează direct probabilitatea de ajutorare (efectul bystander). Numărul ridicat de spectatori scade sentimentele personale de responsabilitate. Totuși un martor, cu un nivel ridicat de îngrijorare empatică este probabil să își asume responsabilitate personală completă indiferent de numărul de spectatori.
Multe studii au observat efectele voluntariatului ca formă de altruism asupra fericirii și sănătății și consistent au găsit o conexiune puternică între voluntariat și sănătatea actuală, viitoare și starea de bine în general. Într-un studiu asupra adulților intrați în vârsta, cei care s-au oferit voluntari, au o satisfacție de viată, voința de a trăi semnificativ ridicată și grad redus în depresie, anxietate și somatizare. Voluntariatul și comportamentul de ajutorare nu numai ca au arătat ca îmbunătățește sănătatea mintală, dar și sănătatea fizică și longevitatea. Un studiu a examinat sănătatea fizică a mamelor care s-au oferit voluntare pe o perioada de 30 de ani, și au găsit că 52% din cele care nu aparțineau unei organizații de voluntari, au trecut printr-o boală gravă în timp ce numai 36% din cele care au făcut voluntariat au avut una. Un studiu pe adulți cu vârsta de 55+, a constatat că, în timpul celor 4 ani de studiu, oamenii care s-au oferit voluntari pentru doua sau mai multe organizații, aveau un risc cu 63% mai scăzut de a muri. După controlul anterior al stării de sănătate, s-a determinat ca voluntariatul a dus la o reducere a mortalității cu 44%. Doar fiind conștienți de bunătatea din sine și din alții, este de asemenea asociată cu o bunăstare ridicată. Un studiu care a cerut participanților să enumere fiecare act de bunătate efectuat timp de o săptămână a îmbunătățit semnificativ fericirea lor subiectivă. Este important de remarcat faptul că în timp ce studiile susțin ideea ca faptele altruiste aduc fericire, de asemenea s-a descoperit că poate funcționa și în direcție inversă - oamenii fericiți sunt de asemenea mai buni. Relația dintre comportamentul altruist și fericirea este bidirecțională. Cercetările au relevat că generozitatea crește liniar de la tristețe la stări afective fericite. Studiile au fost de asemenea atente să menționeze că sentimentul de suprataxare de nevoile altora are efecte inverse negative asupra fericirii și sănătății. De exemplu, un studiu privind voluntariatul a constatat ca sentimentul de copleșire datorat cererilor și nevoilor altora, a avut un efect negativ puternic asupra sănătății mintale, comparativ cu sentimentul simplu de ajutorare având unul pozitiv, (deși efectele pozitive au fost totuși semnificative). În plus, în timp ce actele generoase fac oamenii să se simtă bine despre ei înșiși, este de asemenea important pentru oameni să aprecieze bunătatea care o primesc de la alții. Studiile sugerează că recunoștința merge mâna în mâna cu bunătatea și este de asemenea foarte importantă pentru bunăstarea noastră. Un studiu asupra fericirii în cuplu cu diferite puncte forte ale caracterului, a arătat ca "o concentrare conștientă asupra recunoștinței, a dus la o reducere a efectelor negative și o creștere a aprecierilor optimiste, efecte pozitive, oferire de suport emoțional, calitate a somnului și bunăstare în general".

### Sociologie
"Sociologii au fost de mult timp preocupați de modul de construire al unei "bune societăți" ("Altruism, moralitate și solidaritate socială" Asociația Americana de Sociologie.). Structura societăților noastre și modul în care indivizii ajung să expună acțiuni caritabil filantropice și altele prosocial altruiste pentru binele comun, este un subiect intens cercetat în domeniu. Asociația Americana de Sociologie (ASA) recunoaște sociologia publică spunând ca "politica intrinsecă științifică și relevanța publică a acestui domeniu de investigare în a ajuta la construirea 'societăților bune' este necontestabilă" ("Altruism, Moralitate și solidaritate socială" ASA). Acest tip de sociologie urmărește contribuția ce ajută înțelegerea teoretică a ce anume motivează altruismul și cum este acesta organizat, promovând o focalizare altruistă în scopul ca lumea și oamenii care îi studiază să beneficieze. Cum altruismul este încadrat, organizat, desfășurat, și ce anume îl motivează la nivel de grup, este un câmp de studiu unde sociologii caută să investigheze, în scopul de a oferi și contribui înapoi grupurilor care le cercetează și a "construi o societate mai bună"

## Puncte de vedere religioase
Cele mai multe, dacă nu toate dintre religiile lumii promovează altruismul ca o valoare morală foarte importantă. Budismul, creștinismul, hinduismul, islamul, jainismul, iudaismul și sikhismul, etc, pun un accent deosebit pe moralitate altruistă.

### Budism

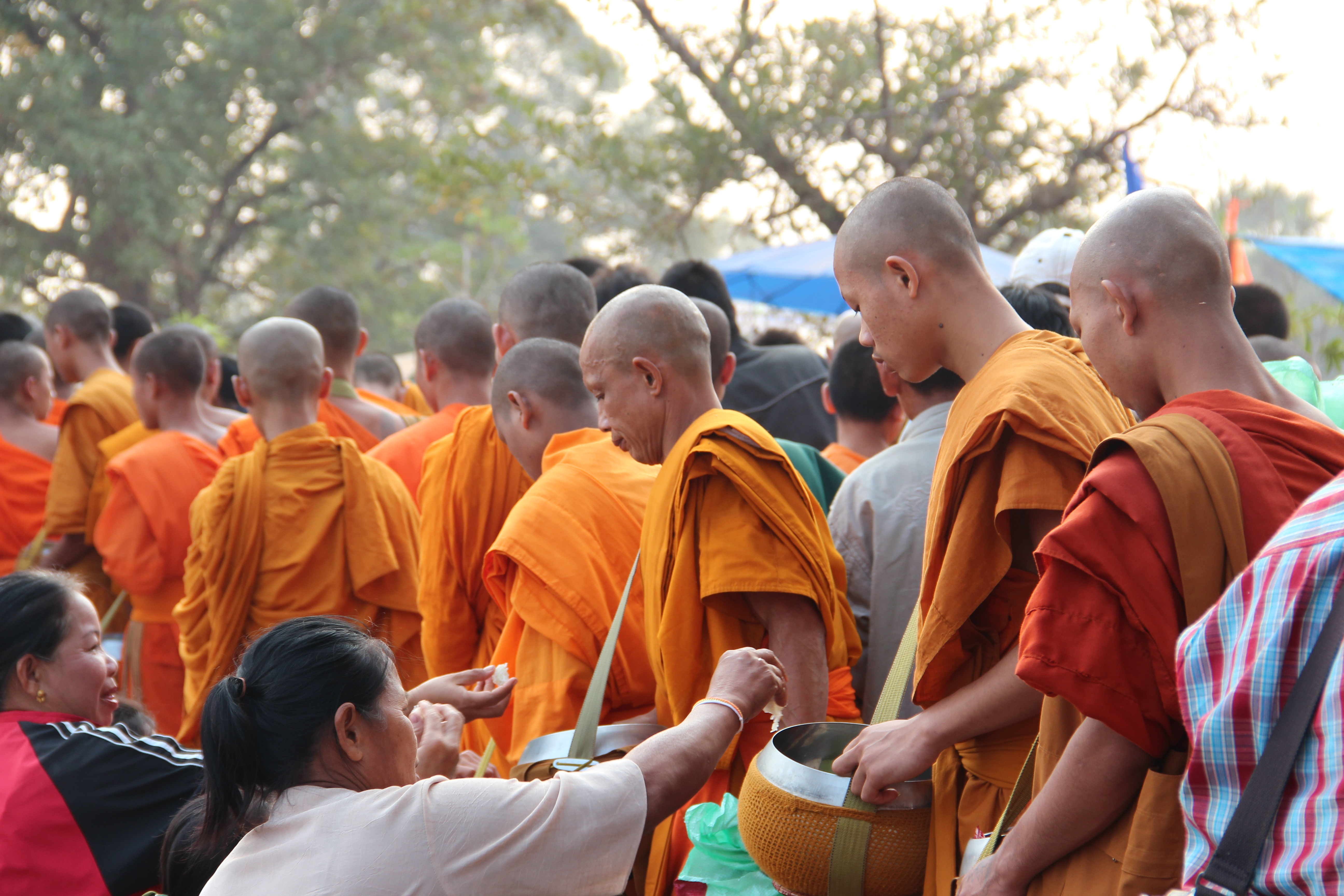
Călugări primind milostenie

Altruismul joacă un rol proeminent în Budism. Dragostea și compasiunea sunt componentele tuturor formelor de Budism, și sunt centrate pe egalitatea tuturor ființelor: dragostea este dorința ca toate ființele să fie fericite, iar compasiunea este dorința ca toate ființele să fie libere de suferință. "Multe boli pot fi vindecate prin unicul leac al dragostei și compasiunii. Aceste calității sunt ultima sursă a fericirii umane, iar necesitatea lor stă chiar la miezul ființei noastre" (Dalai Lama)
Deoarece "toate ființele" includ individul, iubirea și compasiunea în Budism sunt înafara opoziției dintre sine și alții. Se spune chiar că distincția între sine și alții este o parte din rădăcina cauzei suferinței noastre. În termeni practici, totuși, din moment ce majoritatea dintre noi suntem spontan pe sine centrați, Budismul ne încurajează să focalizam dragoste și compasiune pe alții, categorisindu-se astfel ca fiind "altruist". Mulți ar fi de acord cu Dalai Lama, ca Budismul ca religie, reprezintă bunătate față de alții.
Cu toate acestea, într-o astfel de perspectivă asupra lumii, noțiunea de altruism este modificată, din moment ce credința este că o astfel de practică promovează propria noastră fericire: "Cu cât ne pasă mai mult de fericirea altora, cu atât devine mai mare sensul propriu de bunăstare" (Dalai Lama).
În contextul discuțiilor etice vaste privind acțiunea morală și judecată, Budismul este caracterizat prin credința că consecințele negative (nefericite) ale acțiunilor noastre, derivă nu din pedepsirea sau corectarea bazată pe judecată morală, ci din legea karmei, care funcționează ca o lege naturală de cauză și efect. O simplă ilustrare a unei astfel de cauză-efect este cazul trăirii efectelor a ceea ce eu cauzez: Daca eu provoc suferință, atunci ca o consecință naturală voi experimenta suferință; Dacă provoc fericire, atunci ca o consecință naturală voi experimenta fericirea.
În Budism karma (Pāli kamma) este strict diferită de vipāka însemnând "fruct" sau "rezultat". Karma este clasificată în cadrul grupului sau grupurilor de cauze (Pāli hetu) în lanțul cauzelor și efectelor, unde cuprinde elementele "activități voliționale" (Pāli sankhara) și "acțiune" (Pāli bhava). Orice acțiune este înțeleasă a "crea semințe" în minte unde răsar în rezultatele apropriate (Pāli vipaka) atunci când întâlnesc condițiile potrivite. Cele mai multe tipuri de karma, cu rezultate bune sau rele, vor păstra una în roata samsāra, alții o vor elibera în nirvāna.
Budismul relaționează karma direct la motivele din spatele unei acțiuni. Motivația de obicei face diferența dintre "bine" și "rău", dar motivația de asemeni include aspectul ignoranței; astfel o acțiune bine intenționată de la o minte ignorantă poate ușor să fie "rea" în faptul ca formează rezultate neplacute pentru "actor".
În budism, karma nu este singura cauza pentru tot ce se întâmplă. Așa cum este învățat în textele antice, tradiția clasifică mecanismele cauzale ce guverneaza universul, în 5 categorii, cunoscute ca Niyama Dhammas:
- Kamma Niyama - Consecințele acțiunilor personale;
- Utu Niyama - Schimbările sezoniere și climatice;
- Biija Niyama - Legile de ereditate;
- Citta Niyama - Voința minții;
- Dhamma Niyama - Tendința naturii de a produce un tip perfect.

### Jainism
Principiile fundamentale ale Jainismului gravitează în jurul conceptului de altruism nu doar pentru oameni dar pentru toate ființele conștiente. Jainismul predică perspectiva Ahimsa - a trăi și a permite traiul, astfel, a nu răni ființele conștiente, și anume reverență necondiționată pentru toată viața. De asemeni, consideră toate lucrurile vii ca fiind egale. Primul Thirthankar, Rishabh, a introdus conceptul de altruism pentru toate ființele vii, de la extinderea cunoștințelor și experiențelor altora, la: donare, oferirea de sine altora, non-violența și compasiunea pentru toate lucrurile vii.
Jainismul promovează o cale a nonviolentei pentru a progresa sufletul către acest ultim obiectiv. Jaini cred că pentru a atinge iluminarea și în final eliberarea, unul trebuie să practice următoarele principii etice, jurăminte majore în gândire, vorbire și acțiune. Gradul în care aceste principii sunt puse în practică este diferit pentru casnici și pentru călugări. Acestea sunt:
1. Non-violența (Ahimsa);
2. Sinceritatea (Satya);
3. Non-furtul (asteya);
4. Celibatul (Brahmacharya);
5. Non-posesia sau non-materialismul (Aparigraha).

O caracteristică majoră în credința Jain, este accentul pe consecințele comportamentelor nu doar fizice, cât și mentale. Mintea cuiva necucerită de furie, mândrie (ego), înșelăciune, lăcomie și organe de simț necontrolate, se lupta cu cei mai puternicii dușmani ai oamenilor. Mânia strică relațiile bune, mândria distruge smerenia, înșelăciunea distruge pacea iar lăcomia distruge totul. Jainismul recomandă cucerirea mâniei prin iertare, mândria (egoul) prin umilință, înșelăciunea prin onestitate și lăcomia prin mulțumire.
Principiul nonviolentei caută să minimizeze karma care limitează capacitățile sufletului. Jainismul vede fiecare suflet ca demn de respect, deoarece are potențialul să devină Siddha (Param-atma - "cel mai înalt suflet"). Deoarece toate ființele vii posedă un suflet, mare grijă și conștiență este esențială în acțiunile individului. Jainismul subliniază egalitatea tuturor formelor de viață, pledând inofensivitate față de toți, fie ele creaturi mari sau mici. Această politică se extinde chiar și organismelor microscopice. Jainismul recunoaște că fiecare persoană are abilități diferite si capacități de a practica și prin urmare acceptă niveluri diferite de conformare pentru asceți și gospodari. "Marile jurăminte"(mahavrata) sunt prescrise pentru călugări și "jurămintele limitate" (anuvrata) sunt prescrise gospodarilor. În alte cuvinte, casnicii sunt încurajați să practice cele 5 principii cardinale ale nonviolenței, sincerității, non-furtului, celibatului și non-posesivității după propriile limitări practice actuale. în timp ce călugării trebuie să îi observe foarte strict, cu o practică constantă, este posibil să se depășească treptat limitările, accelerând astfel progresul spiritual.

### Creștinism

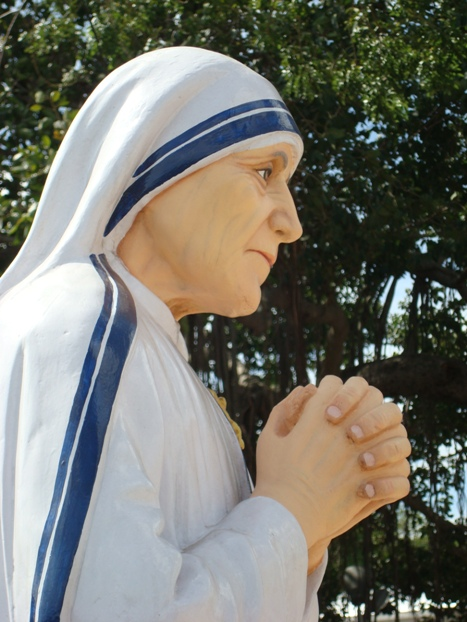
Statuia Maicii Tereza din India

Altruismul este central învățăturilor lui Iisus găsite în Evanghelie, în special în Predica de pe munte și Predica de pe câmpie. De la tradițiile creștine biblice la cele medievale, tensiuni între autoafirmare și interesul altora au fost uneori discutate în cadrul iubirii dezinteresate, ca în fraza Paulină "dragostea nu caută ale sale". În cartea sa îndoctrinare și autoamăgire, Roderik Hindery încearcă să facă lumină asupra acestor tensiuni, prin contrastarea lor cu impostori și autoafirmare autentică, prin analizarea grijei față de alții în cadrul individualizării creatoare a sinelui, și prin contrastarea iubirii pentru puțini cu dragostei pentru mulți. Dragostea confirmă pe alții în libertatea lor, evită propagandă și măști, asigură pe alții de prezența ei, și este în cele din urmă confirmată nu prin simple declarații de la alții, ci de experiența personală a fiecăruia și a practicii interioare. Ca în artele practice, prezența și semnificația iubirii, devine validă și cuprinsă nu doar de cuvinte și reflecții, ci și prin realizarea conexiunii.
Sf. Toma de Aquino în Summa Theologiae, II:II întrebarea 25, articolul 4 afirmă că trebuie să ne iubim vecinul mai mult decât pe noi înșine. Interpretarea lui a frazei Pauline, este că noi ar trebui să urmărim binele comun mai mult decât binele personal, dar acest lucru se datorează faptului ca binele comun este un bine mai plăcut pentru individ. St Toma interpretează "să îți iubești vecinul ca pe tine însuți" din Levitic 19 si Matei 22 în sensul că dragostea pentru noi înșine este exemplar de iubire pentru alții. Totuși, el crede ca trebuie să Îl iubim pe Dumnezeu mai mult ca pe noi înșine și vecinii noștri, și mai mult ca viața noastră trupească, din moment ce scopul ultim al iubirii vecinului este acela de a împărtășii fericirea veșnică: un lucru mai dorit decât bunăstarea trupească. În fondarea conceptului de Altruism, definit mai sus, Comte era probabil în opoziție cu doctrina Sf. Toma, prezentă în unele școli teologice din cadrul catolicismului.
Mulți autori biblici subliniază o puternică legătură între iubirea altora și iubirea lui Dumnezeu. 1 Ioan 4 afirmă ca unul să îl iubească pe Dumnezeu, trebuie să își iubească aproapele, și că ura pentru aproape este aceeași ca și ura față de Dumnezeu. Thomas Jay Oord a susținut în mai multe cărți că altruismul este o formă posibilă de iubire. O acțiune altruistă nu este întotdeauna o acțiune iubitoare. Oord definește altruismul ca acționarea pentru binele altuia, și este de acord cu feminiștii care notează că uneori iubirea necesită acționarea pentru binele propriu atunci când nevoile altora subminează bunăstarea personală generală.
Filozoful german Max Scheler distinge două moduri în care cel puternic îl poate ajuta pe cel slab. O cale este expresia sinceră a iubirii creștine, "motivată de un puternic sentiment de siguranță, putere și mântuire interioară, de plinătate invincibilă a existenței și vieții individuale". O altă modalitate este doar "una din numeroasele înlocuitoare moderne pentru dragoste...nimic altceva, decât nevoia de a se întoarce de la sine și să se piardă pe sine în treburile altora".În cea mai rea ipostază, Scheler afirmă, "dragostea pentru mici, săraci, slabi, oprimați este de fapt ură deghizată, invidie reprimată, un impuls de a diminua, etc, direcționat împotriva fenomenului opus, sănătate, tărie, putere, generozitate".

### Islam si Sufism
În sufism, conceptul de 'īṯār' este noțiunea de 'preferința altora peste sine'. Pentru sufiți, acest lucru înseamnă devotament față de alții prin uitarea completa a preocupărilor proprii. Importanța constă în sacrificiul pentru dragul unui bine mai mare; Islamul consideră pe cei practicând I'thar că respectă cel mai înalt grad de noblețe.
Acesta este similar noțiunii de cavalerism, dar spre deosebire de conceptul European, atenția este concentrată cu totul pe existență. O preocupare constantă pentru Allah(Dumnezeu) rezultă într-o atitudine atentă față de oameni, animale, și alte lucruri din această lume.
Acest concept a fost subliniat de misticul sufit Rabia al-Adawiyya care a oferit atenție diferenței dintre devotamentul față de Allah (Dumnezeu) și dăruire pentru oameni. Poetul sufi turc din secolul 13, Yunus Emre, a explicat această filozofie ca "Yaratılanı severiz, Yaratandan ötürü" sau Noi iubim creatura, datorita Creatorului. Pentru mulți musulmani, i'thar trebuie să fie practicată ca o obligație religioasă în timpul unor sărbători islamice specifice. Totuși, I'thar este de asemenea un ideal islamic la care toți musulmanii ar trebuie să se străduiască să adere în orice moment.

### Iudaism
Iudaismul definește altruismul ca scopul dorit al Creației. Faimosul rabin Abraham Isaac Kook a declarat că iubirea este cel mai important atribut al omenirii. Acesta este definit ca dăruire, sau a oferi, care este și intenția altruismului. Acest lucru poate fi altruism față de omenire care conduce la altruism față de Creator sau Dumnezeu. Cabalaîl definește pe Dumnezeu ca forța de a oferi în existență. Rabinul Moshe Chaim Luzzatto, în special, fiind axat pe 'scopul Creației', și modul în care voia Lui Dumnezeu este de a aduce creația în perfecțiune și adeziune cu această forță superioară.
Cabala modernă, dezvoltată de Rabinul Rabbi Yehuda Ashlag, în scrierile sale despre generațiile viitoare, se concentrează asupra modului în care societatea ar putea atinge un cadru social altruist. Ashlag a propus ca un astfel de cadru este scopul Creației, și tot ceea ce se întâmplă este pentru a ridica omenirea la nivelul altruismului și iubirii unuia față de celălalt. Ashlag s-a concentrat asupra societății și relației ei cu Divinitatea.

### Sikhism
Altruismul este esențial religiei Sikh. Credința centrală în Sikhism este aceea că cea mai mare faptă pe care cineva ar putea să o facă, este de a absorbi și a trăi calitățile dumnezeiești ca dragostea, afecțiunea, sacrificiul, răbdarea, armonia și sinceritatea. Al V-lea Nanak, Guru Arjan Dev și-a sacrificat viața pentru a menține 22 de carate de pur adevăr, cel mai mare cadou pentru omenire, Guru Granth. Al IX-lea Nanak, Guru Tegh Bahadur și-a sacrificat capul pentru a-i proteja pe cei slabi și lipsiți de apărare împotriva atrocităților. La sfârșitul secolului al XVII-lea, Guru Gobind Singh Ji (al X-lea guru in Sikhism), era în război cu conducătorii Moguli pentru a proteja oamenii de credințe diferite, atunci când un coleg Sikh, Bhai Kanhiya, ajuta trupele inamice. El a dat apă atât colegilor cât și dușmanilor care erau răniți pe câmpul de luptă. Unii dintre inamici au început să lupte din nou, iar unii razboinici Sikh au fost deranjați de Bhai Kanhaiya pentru că ajuta inamicii. Soldații Sikh l-au adus pe Bhai Kanhaiya înaintea Gurului Gobind Singh Ji, și s-au plâns de acțiunile lui, considerate de ei contraproductive în străduința lor pe câmpul de luptă. "Ce făceai, și de ce?" a întrebat Guru. "Dădeam apă răniților, pentru că am văzut fața ta în fiecare din ei", a răspuns Bhai Kanhaiya. Gurul a răspuns, "Atunci ar trebui să le dai și unguent pentru a vindeca rănile lor". Practicai ceea ce ai fost educat în casa Gurului.
Sub tutela Gurului Bhai Kanhaiya ulterior a fondat un corp de voluntari pentru altruism. Acest corp de voluntari până în zilele noastre este în continuare angajat în a face bine altora și antrenează noi voluntari în a face la fel.

### Hinduism
Advaita Vedanta diferă de perspectiva că karma este legea cauzei și efectului, ci în schimb susține adițional că karma este mediată de voința unui zeu personal suprem. Acest punct de vedere al karmei este în contradicție cu Budismul, Jainismul și alte religii indiene, care văd karma ca legea cauzei și efectului.
Swami Sivananda, un savant Advaita, reiterează aceleași opinii în comentariul său sintetizând perspectivele Vedanta asupra Brahma Sutras, un text vedantin. În comentariul său din capitolul 3 din Sutrele Brahma, Sivananda notează că karma este inconștientă și de scurtă durată, și încetează să existe îndată ce o faptă este executată. Prin urmare, karma nu poate dărui fructele acțiunilor la o dată viitoare, în funcție de meritul cuiva. Mai mult, nu se poate argumenta că karma generează Apurva sau Punya, care oferă fructe, deoarece Apurva nu este conștientă, nu poate acționa decât mutată de o ființă inteligentă cum ar fi un zeu. Ea nu poate independent oferi recompensă și pedeapsă.

## Filosofie
Există o gamă largă de opinii filozofice privind obligațiile sau motivațiile omului de a acționa altruist. Susținătorii altruismului etic pretind că indivizii sunt obligați moral să acționeze altruist. Punctul de vedere opus este egoismul etic, care susține că agenții morali trebuie să acționeze întotdeauna în propriul lor interes. Atât altruismul etic cât și egoismul etic contrastează cu utilitarismul, care este perspectiva că bunăstarea fiecărui individ (inclusiv cea personală) este de o importanță morală egală.
Un concept înrudit din etica descriptivă este egoismul psihologic, postulând că oamenii întotdeauna acționează în propriul lor interes și ca altruismul adevărat este imposibil. Egoismul rațional este perspectiva că raționalitatea constă în acționarea spre propriul interes (fără a specifica modul în care aceasta afectează obligațiile morale ale individului).